# مجلس شيوخ أريزونا
مجلس شيوخ أريزونا (بالإنجليزية: Arizona Senate)‏ هو مجلس شيوخ ولاية أريزونا الأمريكية، ويتكون من 30 مقعداً، وهو المجلس الأعلى في Arizona State Legislature ‏.

## طالع أيضًا
- Arizona State Legislature [الإنجليزية]‏